# Ove Hygum
Ove Hygum (* 17. September 1956 in Kolding) ist ein dänischer Gewerkschaftsfunktionär und Politiker der Sozialdemokraten (Socialdemokraterne), der unter anderem zwischen 1998 und 2001 Arbeitsminister war.

## Leben
Ove Hygum, Sohn eines Metzgermeisters und einer Büroangestellten, besuchte die Volksschule und Realschule in Oksbøl, die er 1973 mit dem Realeksamen beendete. Nach dem anschließenden Besuch der Varde Handelsskole erwarb er 1974 das Handelsskoleeksamen und absolvierte zwischen 1974 und 1976 eine Berufsausbildung bei der Sparkasse von Sydjylland in Varde und schloss zudem 1976 die Sparkassenschule in Grindsted. Nach Abschluss seiner Ausbildung arbeitete er zwischen 1976 und 1977 kurzzeitig als Assistent bei der Sparkasse von Sydjylland und war als Mitglied der Sozialdemokraten (Socialdemokraterne) frühzeitig in der Gewerkschaftsbewegung aktiv. Er war zwischen 1977 und 1982 als Gewerkschaftssekretär beim Nationalen Verband der dänischen Sparkassenangestellten DSfL (Danske Sparekassefunktionærers Landsforening) in Kopenhagen tätig sowie im Anschluss von 1982 bis 1985 als Gewerkschaftssekretär beim Verband der Handels- und Büroangestellten HK/DANMARK (Handels- og Kontorfunktionærernes Forbund), ehe er zwischen 1985 und 1988 Geschäftsführer und von 1988 bis 1998 Vorsitzender des Staatsangestelltenkartells HK/STAT sowie Mitglied des HK Hauptvorstandes war. Des Weiteren fungierte er zwischen 1990 und 1998 als Vorsitzender des Gemeinsamen Ausschusses der Zentralorganisationen der Gewerkschaften und zugleich als Vorstandsmitglied von StK:PENSION. Außerdem war von 1991 bis 1998 Vorstandsmitglied der Rentenversicherung der Kommunen (Kommunernes Pensionsforsikring A/S) und in zeitgleich Vorstandsvorsitzender der Din Bank A/S. Er fungierte außerdem zwischen 1996 und 1998 als Vorsitzender des Verbraucherverbandes für öffentliche Bedienstete sowie von 1997 bis 1998 sowohl als Vorsitzender des Ständigen Ausschusses für nationale und europäische Verwaltung des Europäischen Gewerkschaftsverbandes für den Öffentlichen Dienst als auch als Vorstandsvorsitzender der NET-MEDIER A/S.
Am 23. März 1998 übernahm Hygum in der Regierung Poul Nyrup Rasmussen IV das Amt als Arbeitsminister (Arbejdsminister) und bekleidete dieses bis zum 27. November 2001. Nach seinem Ausscheiden aus der Regierung wurde er Mitarbeiter des Finanzkonzerns Nordea und war 2002 zunächst Personalleiter des Geschäftsbereichs Vermögensverwaltung und Lebensversicherung, deren Exekutivdirektor er zwischen 2004 und 2008 war, ehe er 2008 Geschäftsführender Direktor dieses Geschäftsbereichs wurde.